# Deltistes
Deltistes é um género de peixe actinopterígeo da família Catostomidae.
Este género contém as seguintes espécies:
- †Deltistes ellipticus
- Deltistes luxatus
- †Deltistes owyhee